# KHK Crvena zvezda
HK Crvena Zvezda Bělehrad je hokejový klub z Bělehradu, který hraje Srbskou hokejovou ligu. Klub byl založen roku 1946. Jejich domovským stadionem je Pionir s kapacitou 2000 diváků.

## Historie
Klub hrával Jugoslávskou ligu po té Srbskou ligu a zároveň hrál mezinárodní Panonskou ligu a Interligu. Klub také hrál Kontinentální pohár v ledním hokeji.

## Vítězství
- Srbská liga ledního hokeje - 1992, 1993, 1996, 1997, 2005, 2018, 2019, 2020 a 2021
- Jugoslávský pohár - 1980